# Chauvigny-du-Perche
Chauvigny-du-Perche est une commune française située dans le département de Loir-et-Cher en région Centre-Val de Loire.
Située au nord-ouest du département de Loir-et-Cher, la commune fait partie de l'unité de paysage du Perche, caractérisé par une forme mouvementée de relief. Elle est drainée par la Grenne, le Boulon, le Gratteloup et divers petits cours d'eau, constituant un réseau hydrographique de 19,35 km de longueur totale.
Avec 220 habitants en 2017, la commune fait partie des 51 communes les plus faiblement peuplées de Loir-et-Cher.
L'occupation des sols est marquée par l'importance des espaces agricoles et naturels qui occupent la totalité du territoire communal. Un espace naturel présente un intérêt patrimonial, l'« Étang de la Binetière », qui est recensé dans l'inventaire national du patrimoine naturel comme zones naturelles d'intérêt écologique, faunistique et floristique (ZNIEFF). En 2010, l'orientation technico-économique de l'agriculture sur la commune est la polyculture et le polyélevage. À l'instar du départemental qui a vu disparaître le quart de ses exploitations en dix ans, le nombre d'exploitations agricoles a fortement diminué, passant de 35 en 1988 à 14 en 2010.
Le territoire communal est intégré aux aires de productions de divers produits bénéficiant d'une indication géographique protégée (IGP), les Volailles de l'Orléanais, les Volailles du Maine et les vins du Val de Loire.
Le patrimoine architectural de la commune comprend un bâtiment porté à l'inventaire des monuments historiques : le château des Diorières.

## Géographie

### Localisation et communes limitrophes
La commune de Chauvigny-du-Perche se trouve au nord du département de Loir-et-Cher, dans la région agricole du Perche,. À vol d'oiseau, elle se situe à 45 km  de Blois, préfecture du département, à 18,3 km de Vendôme, sous-préfecture, et à 22 km de Savigny-sur-Braye, chef-lieu du canton du Perche dont dépend la commune depuis 2015. La commune fait en outre partie du bassin de vie de Vendôme.
Les communes les plus proches sont : Romilly (3,1 km) , La Ville-aux-Clercs (4,4 km) , La Chapelle-Vicomtesse (4,7 km) , Bouffry (5,7 km) , Fontaine-Raoul (5,8 km) , Ruan-sur-Egvonne (7,8 km) , Villebout (8,2 km) , Danzé (8,2 km)  et Busloup (8,2 km).

### Paysages et relief
Dans le cadre de la Convention européenne du paysage, adoptée le 20 octobre 2000 et entrée en vigueur en France le 1er juillet 2006, un atlas des paysages de Loir-et-Cher a été élaboré en 2010 par le CAUE de Loir-et-Cher, en collaboration avec la DIREN Centre (devenue DREAL en 2011), partenaire financier. Les paysages du département s'organisent ainsi en huit grands ensembles et 25 unités de paysage,. La commune fait partie de l'unité de paysage du « Perche Gouët », au sein du Perche.
Le Perche Gouët présente des successions de vallons et de collines, dégageant des vues alternativement intimes et ouvertes et offrant de riches paysages, contrastant avec les autres paysages du département, marqués par de grandes étendues des plateaux  et de larges vallées, et constituant ainsi une exception. Cette forme mouvementée des reliefs s'explique par la nature argileuse des sols dans lesquels les rivières et ruisseaux y ont facilement sculpté des vallons et vallées successives aux profils arrondis.
L'altitude du territoire communal varie de 132 mètres à 226 mètres,.

### Hydrographie

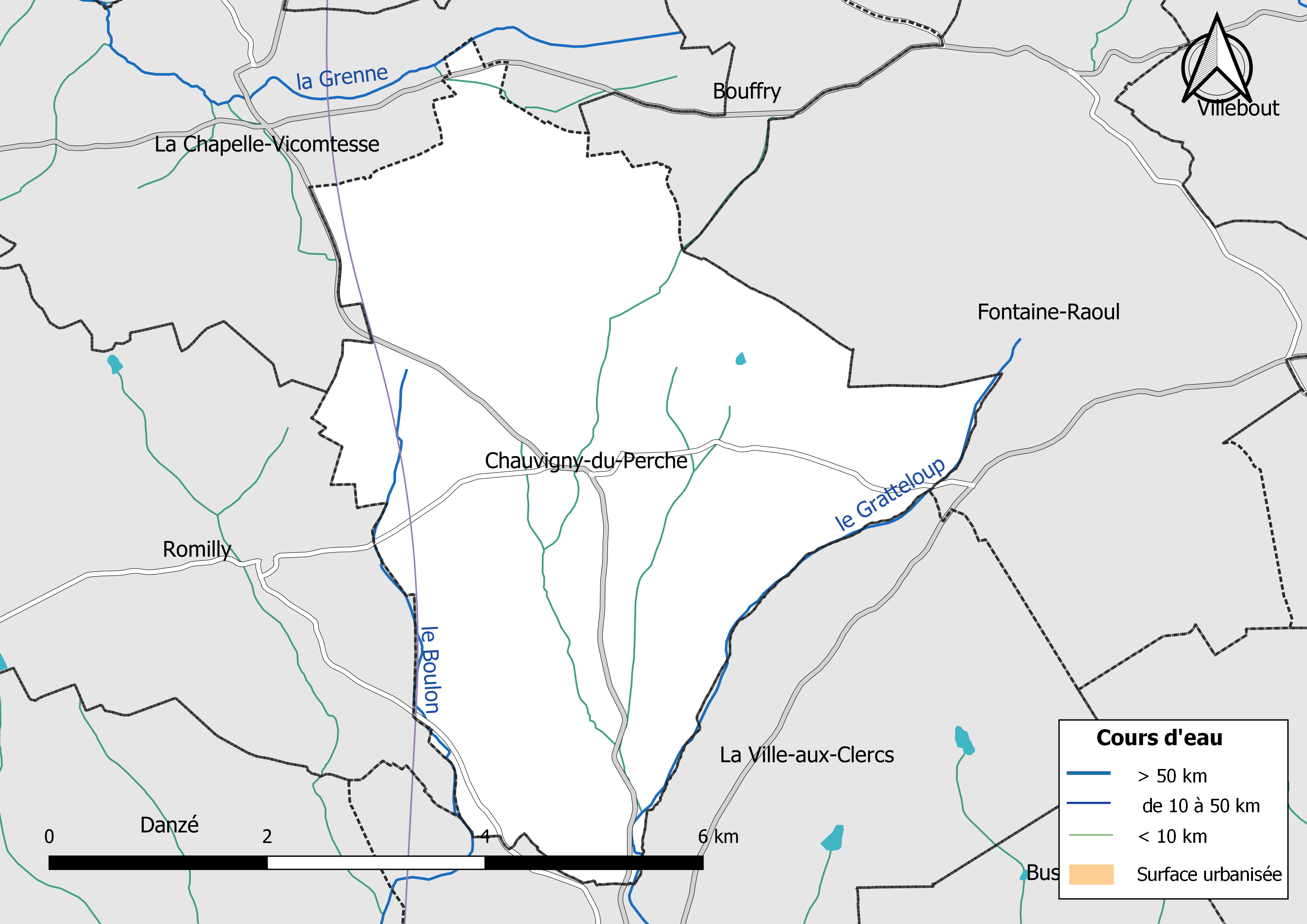
Réseau hydrographique de Chauvigny-du-Perche.

La commune est drainée par la Grenne (0,239 km), le Boulon (3,368 km), le Gratteloup (3,721 km) et par divers petits cours d'eau, constituant un réseau hydrographique de 19,35 km de longueur totale.
La Grenne traverse la commune en s'écoulant de l'est vers l'ouest. D'une longueur totale de 28,2 km, elle prend sa source dans la commune de La Chapelle-Vicomtesse (41) et se jette  dans la Braye à Sargé-sur-Braye (41), après avoir traversé 7 communes.
Le Boulon, d'une longueur totale de 23,6 km, prend sa source dans la commune de Chauvigny-du-Perche et se jette  dans le Loir à Thoré-la-Rochette, après avoir traversé 7 communes.
Le Gratteloup traverse la commune en s'écoulant du nord au sud. D'une longueur totale de 17,1 km, il prend sa source dans la commune de Fontaine-Raoul (41) et se jette  dans le Loir à Pezou (41), après avoir traversé 5 communes.
Sur le plan piscicole, ces cours d'eau sont classés en première catégorie, où le peuplement piscicole dominant est constitué de salmonidés (truite, omble chevalier, ombre commun, huchon).

### Climat
Pour des articles plus généraux, voir Climat du Centre-Val de Loire et Climat de Loir-et-Cher.
En 2010, le climat de la commune est de type climat océanique dégradé des plaines du Centre et du Nord, selon une étude du CNRS s'appuyant sur une série de données couvrant la période 1971-2000. En 2020, Météo-France publie une typologie des climats de la France métropolitaine dans laquelle la commune est exposée à un climat océanique altéré et est dans la région climatique Moyenne vallée de la Loire, caractérisée par une bonne insolation (1 850 h/an) et un été peu pluvieux.
Pour la période 1971-2000, la température annuelle moyenne est de 10,7 °C, avec une amplitude thermique annuelle de 15,1 °C. Le cumul annuel moyen de précipitations est de 703 mm, avec 10,9 jours de précipitations en janvier et 7,4 jours en juillet. Pour la période 1991-2020, la température moyenne annuelle observée sur la station météorologique de Météo-France la plus proche, « Droué - Morache », sur la commune de Droué à 9 km à vol d'oiseau, est de 11,2 °C et le cumul annuel moyen de précipitations est de 788,8 mm,. Pour l'avenir, les paramètres climatiques de la commune estimés pour 2050 selon différents scénarios d'émission de gaz à effet de serre sont consultables sur un site dédié publié par Météo-France en novembre 2022.

### Milieux naturels et biodiversité

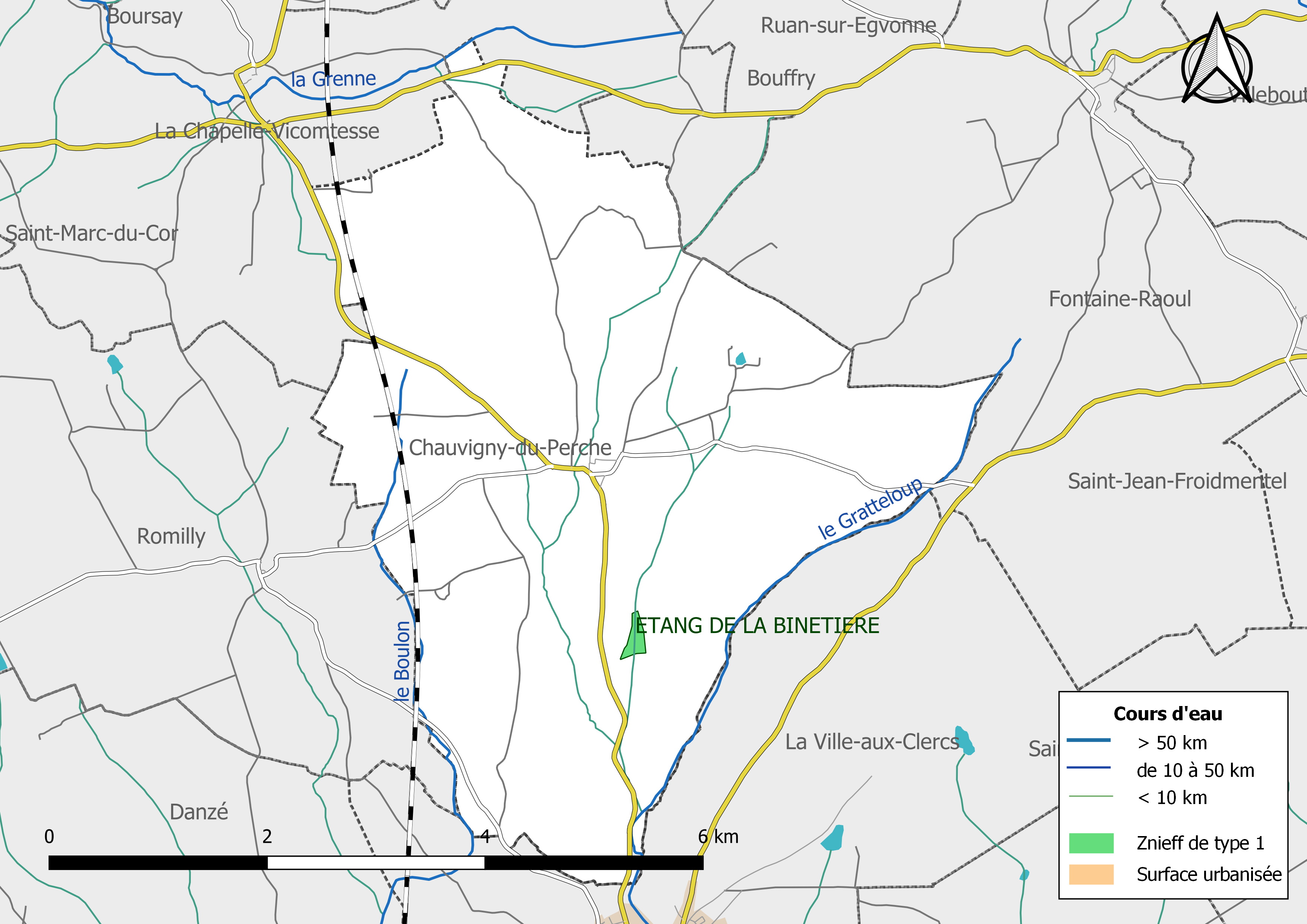
Carte des ZNIEFF de type 1 localisées sur la commune.

#### Zones nationales d'intérêt écologique, faunistique et floristique
L'inventaire des zones naturelles d'intérêt écologique, faunistique et floristique (ZNIEFF) a pour objectif de réaliser une couverture des zones les plus intéressantes sur le plan écologique, essentiellement dans la perspective d'améliorer la connaissance du patrimoine naturel national et de fournir aux différents décideurs un outil d'aide à la prise en compte de l'environnement dans l'aménagement du territoire. Le territoire communal de Chauvigny-du-Perche comprend une ZNIEFF : l'« Étang de la Binetière » (5,12 ha).

## Urbanisme

### Typologie
Au 1er janvier 2024, Chauvigny-du-Perche est catégorisée commune rurale à habitat très dispersé, selon la nouvelle grille communale de densité à sept niveaux définie par l'Insee en 2022.
Elle est située hors unité urbaine. Par ailleurs la commune fait partie de l'aire d'attraction de Vendôme, dont elle est une commune de la couronne,. Cette aire, qui regroupe 57 communes, est catégorisée dans les aires de moins de 50 000 habitants,.

### Occupation des sols
L'occupation des sols est marquée par l'importance des espaces agricoles et naturels (100 %). La répartition détaillée ressortant en 2012 de la base de données européenne d'occupation biophysique des sols Corine Land Cover est la suivante : 

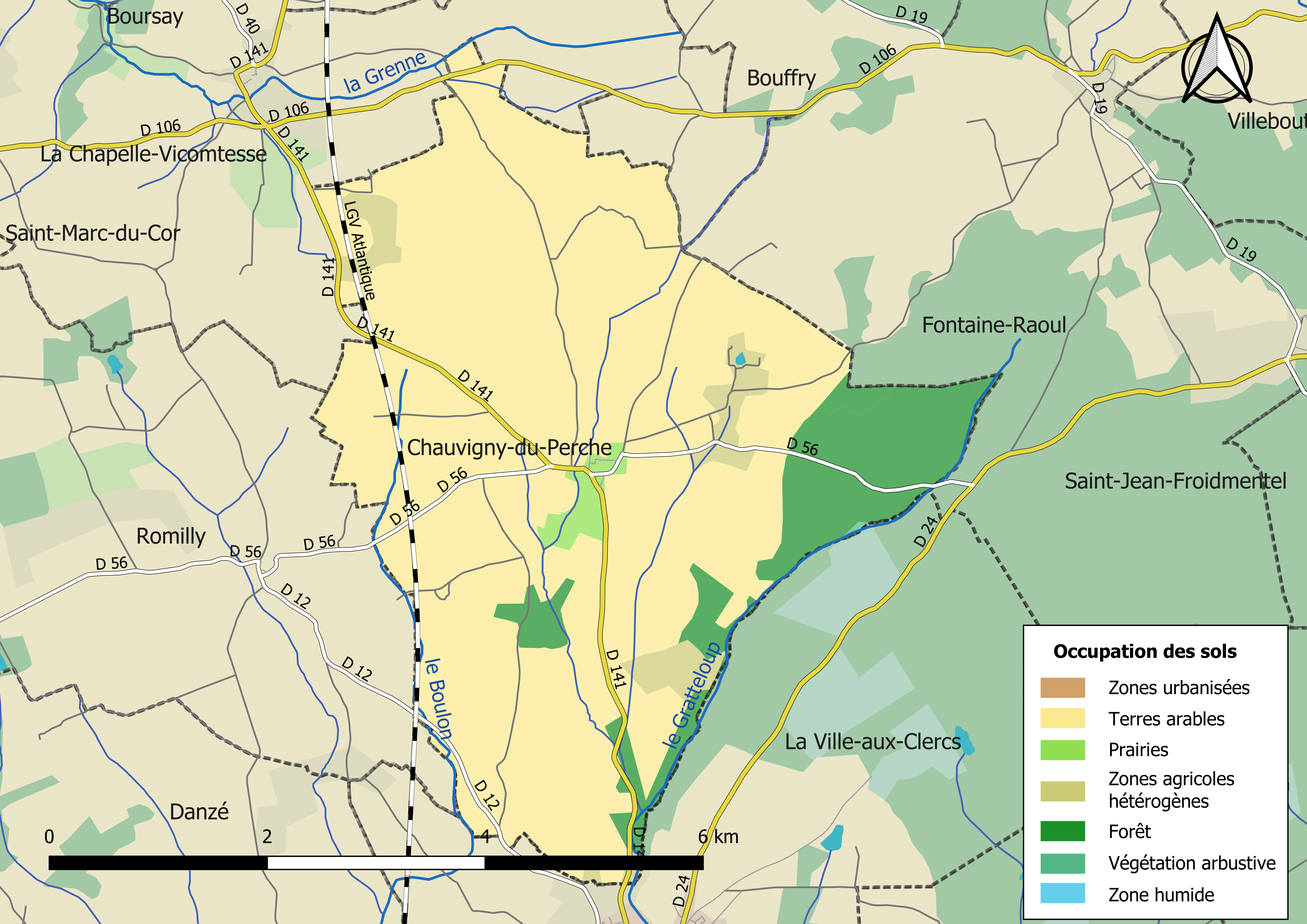
Carte des infrastructures et de l'occupation des sols de la commune en 2018 (CLC).

terres arables (77,3 %), 
zones agricoles hétérogènes (6 %), 
prairies (4,3 %), 
forêts (12,5 %).

### Planification
La loi SRU du 13 décembre 2000 a incité fortement les communes à se regrouper au sein d'un établissement public, pour déterminer les partis d'aménagement de l'espace au sein d'un SCoT, un document essentiel d'orientation stratégique des politiques publiques à une grande échelle. La commune est dans le territoire du  SCOT des Territoires du Grand Vendômois, approuvé en 2006 et dont la révision a été prescrite en 2017, pour tenir compte de l'élargissement de périmètre,.
En matière de planification, la commune, en 2017, avait engagé l'élaboration d'un plan local d'urbanisme. Par ailleurs, à la suite de la loi ALUR (loi pour l'accès au logement et un urbanisme rénové) de mars 2014, un plan local d'urbanisme intercommunal couvrant le territoire de la communauté de communes du Perche et Haut Vendômois a été prescrit le 9 décembre 2015.

### Habitat et logement
Le tableau ci-dessous présente la typologie des logements à Chauvigny-du-Perche en 2016 en comparaison avec celle du Loir-et-Cher et de la France entière. Une caractéristique marquante du parc de logements est ainsi une proportion de résidences secondaires et logements occasionnels (23,1 %) supérieure à celle du département (18 %) et à celle de la France entière (9,6 %). Concernant le statut d'occupation de ces logements, 89,0 % des habitants de la commune sont propriétaires de leur logement (85,7 % en 2011), contre 68,1 % pour le Loir-et-Cher et 57,6 pour la France entière.
|                                                         | Chauvigny-du-Perche | Loir-et-Cher | France entière |
| ------------------------------------------------------- | ------------------- | ------------ | -------------- |
| Résidences principales (en %)                           | 60,4                | 74,5         | 82,3           |
| Résidences secondaires et logements occasionnels (en %) | 23,1                | 18           | 9,6            |
| Logements vacants (en %)                                | 16,4                | 7,5          | 8,1            |

### Risques majeurs
Le territoire communal de Chauvigny-du-Perche est vulnérable à différents aléas naturels :  climatiques (hiver exceptionnel ou canicule), mouvements de terrains ou sismique (sismicité très faible),.
Les mouvements de terrains susceptibles de se produire sur la commune sont liés au retrait-gonflement des argiles. Le phénomène de retrait-gonflement des argiles est la conséquence d'un changement d'humidité des sols argileux. Les argiles sont capables de fixer l'eau disponible mais aussi de la perdre en se rétractant en cas de sécheresse. Ce phénomène peut provoquer des dégâts très importants sur les constructions (fissures, déformations des ouvertures) pouvant rendre inhabitables certains locaux. La carte de zonage de cet aléa peut être consultée sur le site de l'observatoire national des risques naturels Georisques.

## Toponymie
Les formes anciennes de la localité sont : Cal(v)igniacum v.1272, Chauvigniacum 1351, Calvigniacum, Chauvigniacum v. 1480, Chauvigny 1757, v.1850.
Chauvigny-du-Perche devint le nom officiel de la commune peu après la fin de la Première Guerre mondiale, par un décret du 25 décembre 1918, permettant ainsi une différenciation avec son homonyme en Poitou.

## Histoire

### Révolution française et Empire

#### Nouvelle organisation territoriale
Le décret de l'Assemblée nationale du 12 novembre 1789 décrète qu'« il y aura une municipalité dans chaque ville, bourg, paroisse ou communauté de campagne », mais ce n'est qu'avec le décret de la Convention nationale du 10 brumaire an II (31 octobre 1793) que la paroisse de Chauvigny-du-Perche devient formellement « commune de Chauvigny-du-Perche »,.
En 1790, dans le cadre de la création des départements, la municipalité est rattachée au canton de La Ville aux Clercs et au district de Mondoubleau. Les cantons sont supprimés, en tant que découpage administratif, par une loi du 26 juin 1793, et ne conservent qu'un rôle électoral, permettant l'élection des électeurs du second degré chargés de désigner les députés,. La Constitution du 5 fructidor an III, appliquée à partir de vendémiaire an IV (1795) supprime les districts, considérés comme des rouages administratifs liés à la Terreur, mais maintient les cantons qui acquièrent dès lors plus d'importance en retrouvant une fonction administrative. Enfin, sous le Consulat, un redécoupage territorial visant à réduire le nombre de justices de paix ramène le nombre de cantons en Loir-et-Cher de 33 à 24. Chauvigny-du-Perche est alors rattachée au canton de Droué et à l'Arrondissement de Vendôme par arrêté du 5 vendémiaire an X (26 septembre 1801),,. Cette organisation va rester inchangée pendant près de 150 ans.

## Politique et administration

### Découpage territorial

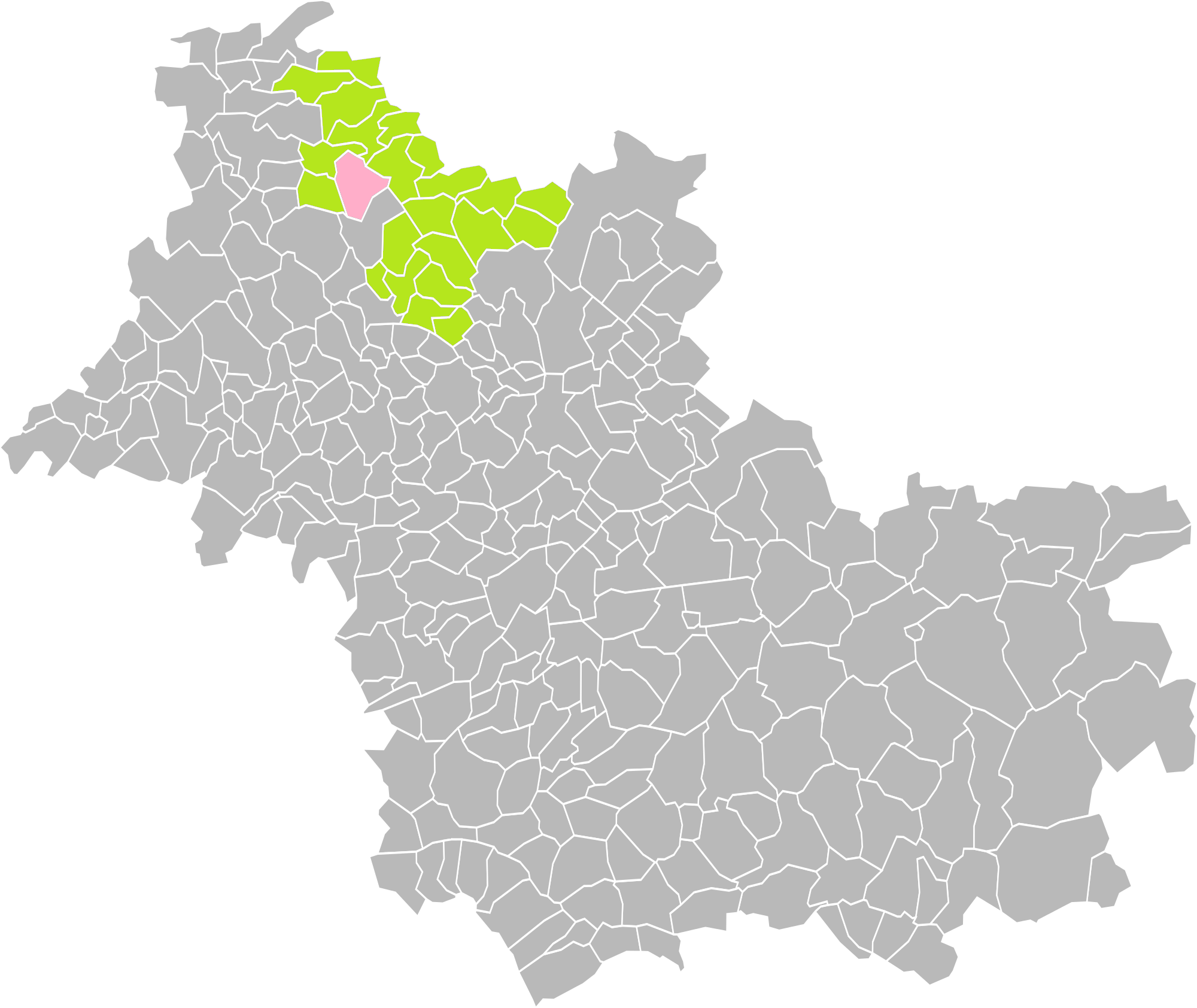
Chauvigny-du-Perche dans l'intercommunalité en 2016.

La commune de Chauvigny-du-Perche est membre de la communauté de communes du Perche et Haut Vendômois, un établissement public de coopération intercommunale (EPCI) à fiscalité propre créé le 1er janvier 2014.
Elle est rattachée sur le plan administratif à l'arrondissement de Vendôme, au département de Loir-et-Cher et à la région Centre-Val de Loire, en tant que circonscriptions administratives. Sur le plan électoral, elle est rattachée au canton du Perche depuis 2015 pour l'élection des conseillers départementaux et à la Troisième circonscription de Loir-et-Cher pour les élections législatives.

### Politique et administration municipale

#### Conseil municipal et maire
Le conseil municipal de Chauvigny-du-Perche, commune de moins de 1 000 habitants, est élu au scrutin majoritaire plurinominal avec liste ouvertes et panachage. Le maire, à la fois agent de l'État et exécutif de la commune en tant que collectivité territoriale, est élu par le conseil municipal au scrutin secret lors de la première réunion du conseil suivant les élections municipales, pour un mandat de six ans, c'est-à-dire pour la durée du mandat du conseil.
| Période                                  | Période           | Identité                           | Étiquette | Qualité                                         |
| ---------------------------------------- | ----------------- | ---------------------------------- | --------- | ----------------------------------------------- |
| 1791                                     | 1792              | Louis Vaillant                     | -         | Maire                                           |
| 1792                                     | 1793              | Pierre Goudeau                     | -         | Maire                                           |
| 1793                                     | floréal an II     | Jean-François Lamotte              | -         | Maire                                           |
| floréal an II                            | vendémiaire an IV | Pierre Goudeau                     | -         | Maire                                           |
| vendémiaire an IV                        | frimaire an IV    | Charles-François Beaudouin         | -         | Maire                                           |
| frimaire an IV                           | messidor an VI    | Martin Picard                      | -         | Maire                                           |
| messidor an VI                           | pluviôse an VII   | Pierre Goudeau                     | -         | Maire                                           |
| pluviôse an VII                          | fructidor an VII  | Jean Olivier                       | -         | Maire                                           |
| fructidor an VII                         | floréal an VIII   | Louis Beulé                        | -         | Maire                                           |
| floréal an VIII                          | brumaire an IX    | Louis Beulé                        | -         | Maire provisoire                                |
| brumaire an IX                           | vendémiaire an X  | Jean-Charles-François Dufournier   | -         | Maire                                           |
| vendémiaire an X                         | 1808              | Louis Beulé                        | -         | Maire                                           |
| 1808                                     | 1812              | Pierre-Mathieu-Michel Chardon      | -         | Maire                                           |
| 1812                                     |                   | Anselme Crignon de Mérainville     | -         | Maire                                           |
|                                          | 1817              | Pierre-Marin Picard                | -         | Maire                                           |
| 1817                                     | 1838              | Anselme Crignon de Mérainville     | -         | Maire                                           |
| 1838                                     | 1846              | Jean-François Dufournier           | -         | Maire                                           |
| 1846                                     | 1847              | Louis Hallouin                     | -         | Maire                                           |
| 1847                                     | 1848              | François Héron                     | -         | Maire                                           |
| 1848                                     | 1871              | Jean-Michel Trécult                | -         | Maire                                           |
| 1871                                     | 1874              | Jacques-Fidèle Neilz               | -         | Maire                                           |
| 1874                                     | 1876              | Le Chevalier de Meckenheim (Henry) | -         | Maire                                           |
| 1876                                     | 1904              | Riout de Laudière                  | -         | Maire                                           |
| 1904                                     | 1908              | Auguste Neilz                      | -         | Maire                                           |
| 1908                                     |                   | Auguste Rousseau                   | -         | Maire                                           |
|                                          |                   |                                    | -         |                                                 |
| mars 2001                                | mars 2008         | Annick Rabier                      | -         | Maire                                           |
| mars 2008                                | ?                 | Danielle Périn                     | -         | Maire                                           |
| mars 2014                                | mai 2020          | Danielle Perin                     |           | Propriétaire                                    |
| mai 2020                                 | En cours          | Danielle Périn,                    |           | Ancien artisan, commerçant ou chef d'entreprise |
| Les données manquantes sont à compléter. |                   |                                    |           |                                                 |

## Équipements et services

### Eau et assainissement
L'organisation de la distribution de l'eau potable, de la collecte et du traitement des eaux usées et pluviales relève des communes. La compétence eau et assainissement des communes est un service public industriel et commercial (SPIC).

#### Alimentation en eau potable
Le service d'eau potable comporte trois grandes étapes : le captage, la potabilisation et la distribution d'une eau potable conforme aux normes de qualité fixées pour protéger la santé humaine. En 2019, la commune est membre du syndicat intercommunal d'adduction d'eau potable de Fontaine-Raoul qui assure le service en le délégant à une entreprise privée,  dont le contrat arrive à échéance le 31 décembre 2019.

#### Assainissement des eaux usées
En 2019, la commune de Chauvigny-du-Perche gère le service d'assainissement collectif en régie directe, c'est-à-dire avec ses propres personnels, avec le statut de régie à autonomie financière.
Une station de traitement des eaux usées est en service au 1er janvier 2019 sur le territoire communal : 
« Route Chapelle Vicomtesse », un équipement utilisant la technique des filtres plantés, dont la capacité est de 190 EH , mis en service le 1er juillet 2008.
L'assainissement non collectif (ANC) désigne les installations individuelles de traitement des eaux domestiques qui ne sont pas desservies par un réseau public de collecte des eaux usées et qui doivent en conséquence traiter elles-mêmes leurs eaux usées avant de les rejeter dans le milieu naturel. La communauté de communes du Perche et Haut Vendômois assure pour le compte de la commune le service public d'assainissement non collectif (SPANC), qui a pour mission de vérifier la bonne exécution des travaux de réalisation et de réhabilitation, ainsi que le bon fonctionnement et l'entretien des installations.

### Sécurité, justice et secours
La sécurité de la commune est assurée par la brigade de gendarmerie de Droué qui dépend du groupement de gendarmerie départementale de Loir-et-Cher installé à Blois.
En matière de justice, Chauvigny-du-Perche relève du conseil de prud'hommes de Blois, de la Cour d'appel d'Orléans (juridiction de Blois), de la Cour d'assises de Loir-et-Cher, du tribunal administratif de Blois, du tribunal de commerce de Blois et du tribunal judiciaire de Blois.

## Population et société

### Démographie

#### Évolution démographique
L'évolution du nombre d'habitants est connue à travers les recensements de la population effectués dans la commune depuis 1793. Pour les communes de moins de 10 000 habitants, une enquête de recensement portant sur toute la population est réalisée tous les cinq ans, les populations de référence des années intermédiaires étant quant à elles estimées par interpolation ou extrapolation. Pour la commune, le premier recensement exhaustif entrant dans le cadre du nouveau dispositif a été réalisé en 2005.

En 2022, la commune comptait 230 habitants, en évolution de +3,6 % par rapport à 2016 (Loir-et-Cher : −1,15 %, France hors Mayotte : +2,11 %).
| 1793 | 1800 | 1806 | 1821 | 1831 | 1836 | 1841 | 1846 | 1851 |
| ---- | ---- | ---- | ---- | ---- | ---- | ---- | ---- | ---- |
| 584  | 990  | 650  | 747  | 841  | 747  | 765  | 839  | 792  |

| 1856 | 1861 | 1866 | 1872 | 1876 | 1881 | 1886 | 1891 | 1896 |
| ---- | ---- | ---- | ---- | ---- | ---- | ---- | ---- | ---- |
| 810  | 851  | 828  | 674  | 678  | 650  | 671  | 708  | 689  |

| 1901 | 1906 | 1911 | 1921 | 1926 | 1931 | 1936 | 1946 | 1954 |
| ---- | ---- | ---- | ---- | ---- | ---- | ---- | ---- | ---- |
| 700  | 703  | 644  | 572  | 560  | 541  | 522  | 536  | 515  |

| 1962 | 1968 | 1975 | 1982 | 1990 | 1999 | 2005 | 2006 | 2010 |
| ---- | ---- | ---- | ---- | ---- | ---- | ---- | ---- | ---- |
| 466  | 418  | 349  | 287  | 257  | 244  | 229  | 229  | 227  |

| 2015 | 2020 | 2022 | - | - | - | - | - | - |
| ---- | ---- | ---- | - | - | - | - | - | - |
| 225  | 229  | 230  | - | - | - | - | - | - |

#### Pyramide des âges
En 2018, le taux de personnes d'un âge inférieur à 30 ans s'élève à 32,3 %, soit au-dessus de la moyenne départementale (31,3 %). À l'inverse, le taux de personnes d'âge supérieur à 60 ans est de 30,1 % la même année, alors qu'il est de 31,6 % au niveau départemental.
En 2018, la commune comptait 124 hommes pour 99 femmes, soit un taux de 55,61 % d'hommes, largement supérieur au taux départemental (48,55 %).
Les pyramides des âges de la commune et du département s'établissent comme suit.
| Hommes | Classe d’âge | Femmes |
| ------ | ------------ | ------ |
| 0,8    | 90 ou +      | 3,9    |
| 4,7    | 75-89 ans    | 10,8   |
| 18,1   | 60-74 ans    | 23,5   |
| 26,0   | 45-59 ans    | 14,7   |
| 15,0   | 30-44 ans    | 18,6   |
| 15,7   | 15-29 ans    | 14,7   |
| 19,7   | 0-14 ans     | 13,7   |

| Hommes | Classe d’âge | Femmes |
| ------ | ------------ | ------ |
| 1,1    | 90 ou +      | 2,6    |
| 9,2    | 75-89 ans    | 11,9   |
| 19,7   | 60-74 ans    | 20,4   |
| 20,7   | 45-59 ans    | 20     |
| 16,5   | 30-44 ans    | 16,2   |
| 15,2   | 15-29 ans    | 13,2   |
| 17,6   | 0-14 ans     | 15,7   |

## Économie

### Secteurs d'activité
Le tableau ci-dessous détaille le nombre d'entreprises implantées à Chauvigny-du-Perche selon leur secteur d'activité et le nombre de leurs salariés :
|                                                              | total | % com (% dep) | 0 salarié | 1 à 9 salarié(s) | 10 à 19 salariés | 20 à 49 salariés | 50 salariés ou plus |
| ------------------------------------------------------------ | ----- | ------------- | --------- | ---------------- | ---------------- | ---------------- | ------------------- |
| Ensemble                                                     | 39    | 100,0 (100)   | 30        | 9                | 0                | 0                | 0                   |
| Agriculture, sylviculture et pêche                           | 19    | 48,7 (11,8)   | 17        | 2                | 0                | 0                | 0                   |
| Industrie                                                    | 2     | 5,1 (6,5)     | 2         | 0                | 0                | 0                | 0                   |
| Construction                                                 | 3     | 7,7 (10,3)    | 2         | 1                | 0                | 0                | 0                   |
| Commerce, transports, services divers                        | 13    | 33,3 (57,9)   | 8         | 5                | 0                | 0                | 0                   |
| dont commerce et réparation automobile                       | 3     | 7,7 (17,5)    | 2         | 1                | 0                | 0                | 0                   |
| Administration publique, enseignement, santé, action sociale | 2     | 5,1 (13,5)    | 1         | 1                | 0                | 0                | 0                   |
| Champ : ensemble des activités.                              |       |               |           |                  |                  |                  |                     |

Le secteur agricole est important puisqu'il représente 48,7 % du nombre d'entreprises de la commune (19 sur 39), contre 11,8 % au niveau départemental. 
Sur les 39 entreprises implantées à Chauvigny-du-Perche en 2016, 30 ne font appel à aucun salarié et 9 comptent 1 à 9 salariés.
Au 1er juillet 2017, la commune est classée en zone de revitalisation rurale (ZRR), un dispositif visant à aider le développement des territoires ruraux principalement à travers des mesures fiscales et sociales. Des mesures spécifiques en faveur du développement économique s'y appliquent également

### Agriculture
En 2010, l'orientation technico-économique de l'agriculture sur la commune est la polyculture et le polyélevage. Le département a perdu près d'un quart de ses exploitations en 10 ans, entre 2000 et 2010 (c'est le département de la région Centre-Val de Loire qui en compte le moins). Cette tendance se retrouve également au niveau de la commune où le nombre d'exploitations est passé de 35 en 1988 à 21 en 2000 puis à 14 en 2010. Parallèlement, la taille de ces exploitations augmente, passant de 61 ha en 1988 à 140 ha en 2010. 
Le tableau ci-dessous présente les principales caractéristiques des exploitations agricoles de Chauvigny-du-Perche, observées sur une période de 22 ans : 
|                                      | 1988                 | 2000                 | 2010                 |
| Dimension économique                 | Dimension économique | Dimension économique | Dimension économique |
| ------------------------------------ | -------------------- | -------------------- | -------------------- |
| Nombre d'exploitations (u)           | 35                   | 21                   | 14                   |
| Travail (UTA)                        | 46                   | 30                   | 26                   |
| Surface agricole utilisée (ha)       | 2 127                | 1 768                | 1 962                |
| Cultures                             |                      |                      |                      |
| Terres labourables (ha)              | 1 834                | 1 691                | 1 868                |
| Céréales (ha)                        | 1224                 | 1011                 | 1011                 |
| dont blé tendre (ha)                 | 788                  | 696                  | 736                  |
| dont maïs-grain et maïs-semence (ha) | 149                  | s                    | s                    |
| Tournesol (ha)                       | 157                  |                      | s                    |
| Colza et navette (ha)                | 172                  | s                    | s                    |
| Élevage                              |                      |                      |                      |
| Cheptel (UGBTA)                      | 1164                 | 660                  | 829                  |

.

#### Produits labellisés
Le territoire de la commune est intégré aux aires de productions de divers produits bénéficiant d'une indication géographique protégée (IGP) : le vin Val-de-loire, les volailles de l’Orléanais et les volailles du Maine,.

## Culture locale et patrimoine

### Lieux et monuments
- Château des Diorières.
- Château de L'Odière

### Héraldique
|  | Les armoiries de Chauvigny-du-Perche se blasonnent ainsi : De gueules au chef cousu de sinople chargé à dextre d'une gerbe d'or et à senestre de quatre abeilles volant, ordonnées 1,2,1, le tout d'or ; à l'église de trois nefs d'argent, au portail ouvert du champ, brochant sur toute la hauteur de l'écu. Création A. Carpentier (1996). |

### Personnalités liées à la commune
- Jean-Pierre-Étienne-Lazare Bodineau (1749-1817), religieux et homme politique, député clergé aux États généraux de 1789.